# Evert van der Wallbrug

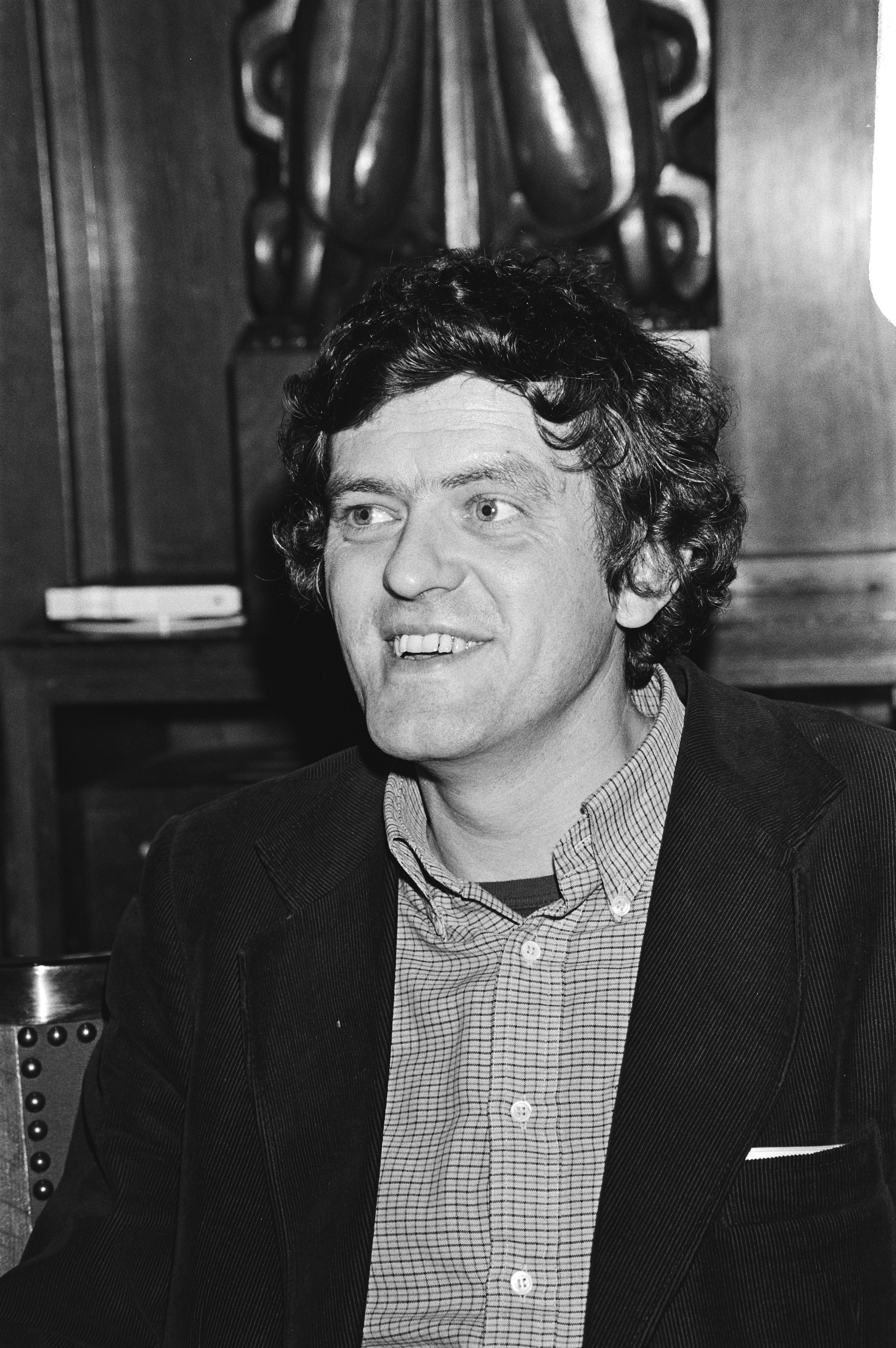
Evert van der Wall 24 oktober 1979

De Evert van der Wallbrug is een vaste brug voor voetgangers en fietsers in Amsterdam-Oost.
Ze is gelegen in de Watergraafsmeer in het verlengde van de Mr. P.N. Arntzeniusweg en overspant de Ringvaart van de Watergraafsmeer. Ze legt daarbij verbinding tussen de Linnaeuskade en Oranje-Vrijstaatkade, beide oevers van die ringvaart.
Een eerste voetbrug kwam hier in 1974; het was een houten brug op stalen liggers. Dat bruggetje lag net ten westen van de Sporthal Oost (later Wethouder Verheijhal), die toen gebouwd is op de fundamenten en begane grond van de gashouder van de Oostergasfabriek. Rond 1976 werd er een nieuwe brug gebouwd, nu direct voor de sporthal. De brug kreeg betonnen pijlers, betonnen wegdek en stalen balustrades. Het ontwerp kwam van Publieke Werken, waar toen Dick Slebos en Dirk Sterenberg verantwoordelijk waren voor bruggen. Soms werkten zij samen, soms ook zelfstandig. Deze brug is afkomstig van Sterenberg, aldus de bestektekening. Dat was terug te zien in de (destijds) opvallend lichtblauwe balustrades. De vormgeving is terug te vinden in Sterenbergs bruggen rondom het Station Amsterdam Centraal. 
Het gehele terrein van de Ooster Gasfabriek werd in de jaren nul van de 21e eeuw gesaneerd en vernieuwd. Er kwam een nieuw stadsdeelkantoor, de oude sporthal ging tegen de vlakte en werd als rechthoekig gebouw elders in de buurt uit de grond gestampt. Ook de brug werd vernieuwd waarbij ze enigszins ranker van vorm werd (het wegdek kwam horizontaal vrij te liggen van de pijlers). De karakteristieke pijlers bleven, maar de balustrades verdwenen en werden vervangen door rankere frames aan de westkant en een lange houten zitbank aan de oostkant. Toenmalige burgemeester Job Cohen opende de nieuwe brug in 2008.  
De brug is rond 2009 vernoemd naar wethouder Evert van der Wall (Haarlem, 11 augustus 1944 - Amsterdam, 22 november 2003), zoon van Mieke van der Wall-Duyvendak, hij was namens de Partij van de Arbeid wethouder Onderwijs en Jeugdzaken. In 2002 werd hij voorzitter van het Stadsdeel Oost-Watergraafsmeer, maar overleed al snel na zijn benoeming. Hij was betrokken met de ontwikkeling van de Oostpoort (gebied rond de gasfabriek), direct ten noorden van deze brug, waar ook een school werd gebouwd. De naam van de brug is niet zoals gebruikelijk terug te vinden in de relingen van de brug, maar in een koperen plaquette op een van de pijlers.  
Het brugnummer 355 is eerder gebruikt voor een brug in de Grasweg (Amsterdam-Noord) over het Buiksloterkanaal, die neergelegd werd in 1918 en al gesloopt was toen de aanleg van deze brug begon.

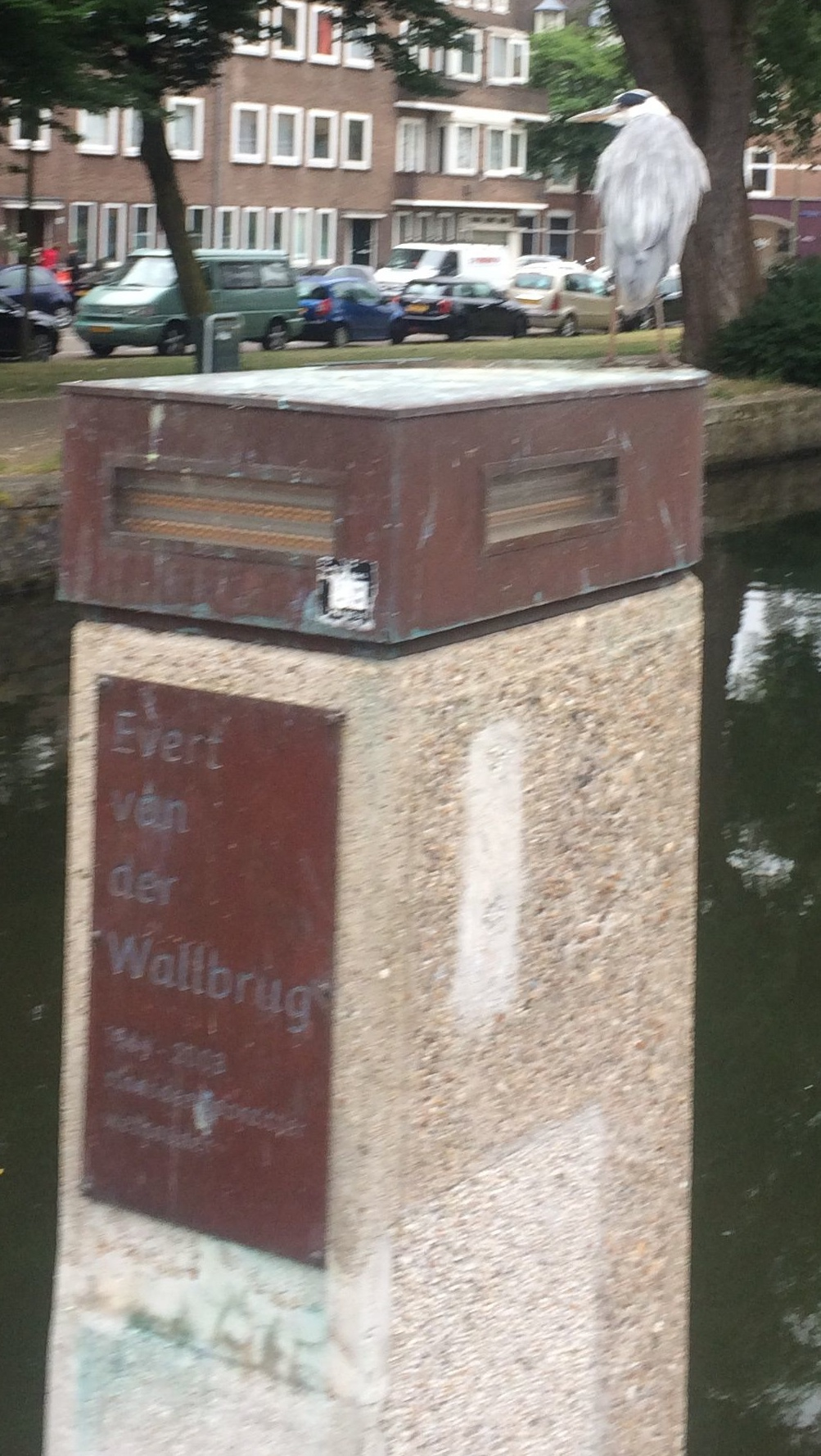
Juk met plaquette eraan en vogel erop (2018)

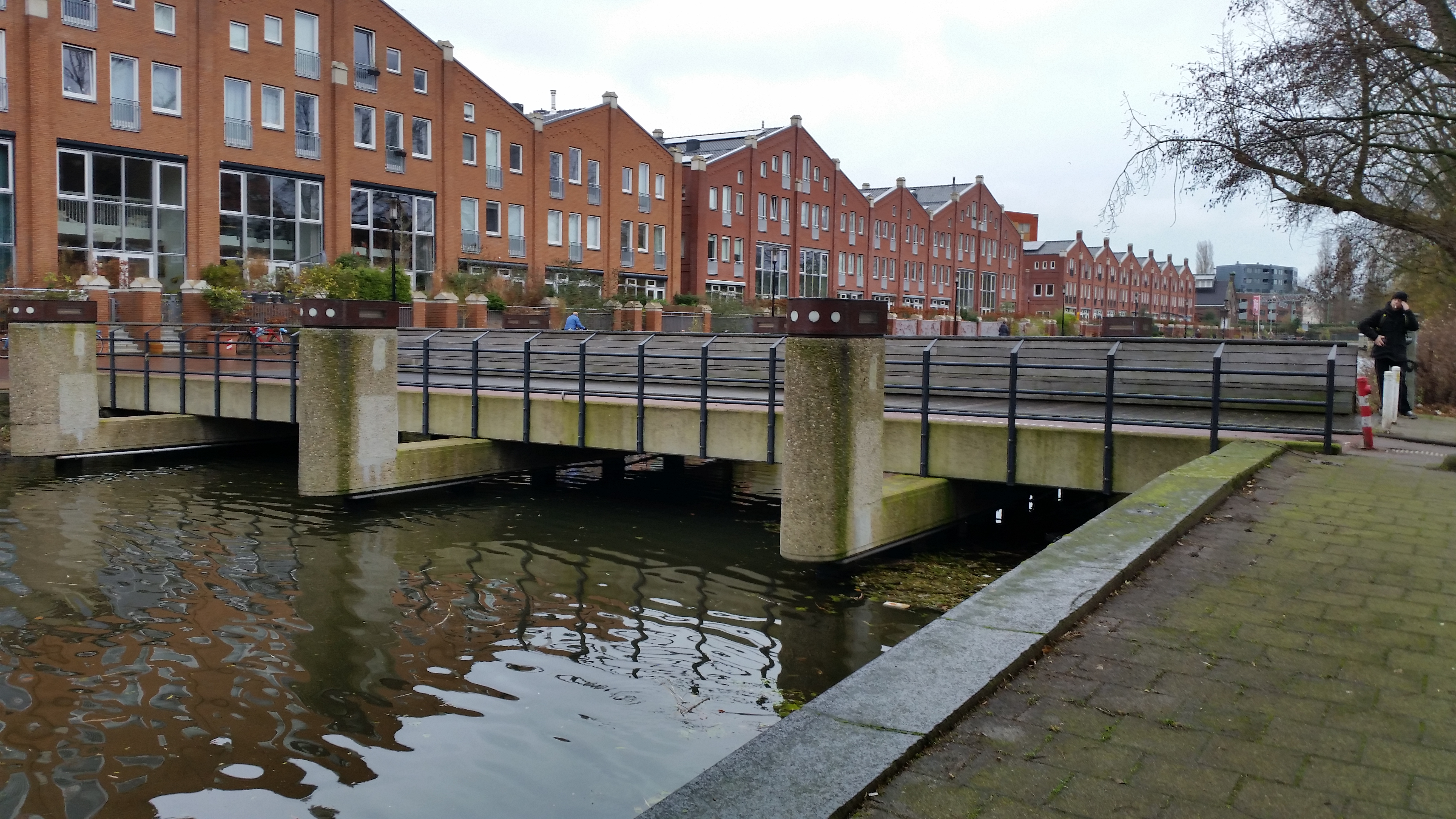
Zijaanzicht van brug 355 (december 2019)

<<< · 300 · 301 · 302 · 303 · 304 · 305 · 306 · 307 · 308 · 309 · 310 · 311 · 312 · 313 · 314 · 315 · 316 · 317 · 318 · 320 · 321 · 322 · 323 · 324 · 325 · 327 · 328 · 330 · 331 · 332 · 333 · 334 · 335 · 336 · 337 · 338 · 339 · 340 · 341 · 342 · 343 · 344 · 345 · 346 · 347 · 348 · 349 · 350 · 351 · 352 · 353 · 354 · 355 · 356 · 357 · 358 · 359 · 360 · 361 · 362 · 363 · 364 · 365 · 366 · 367 · 368 · 371 · 372 · 373 · 374 · 375 · 376 · 377 · 378 · 379 · 380 · 381 · 382 · 383 · 385 · 386 · 387 · 388 · 389 · 390 · 391 · 392 · 393 · 394 · 395 · 396 · 397 · 398 · 399 · >>>
Brugnummers 319, 326, 329 (tijdelijke duiker in de Ringspoordijk), 369, 370, 384 zijn niet (meer) vergeven.